# Hyla
Hyla är bland de 28 släktena i familjen Hylidae som innehåller äkta lövgrodor. Släktet kallas hyla, som betyder "träd", eftersom lövgrodor lever i träd. De är mycket utspridda; tillhörande arter kan finnas i Europa, Asien, Afrika, och i Amerikorna.
Förr fanns fler än 300 upptäckta arter i släktet, men efter en stor revision av familjen Hylidae flyttades de flesta arterna till nya släkten. Hyla innehåller numera bara 32 arter.
- Lövgroda Hyla arborea (Linnaeus, 1758)
- Amerikansk lövgroda Hyla cinerea (Schneider, 1792)

## Referenser

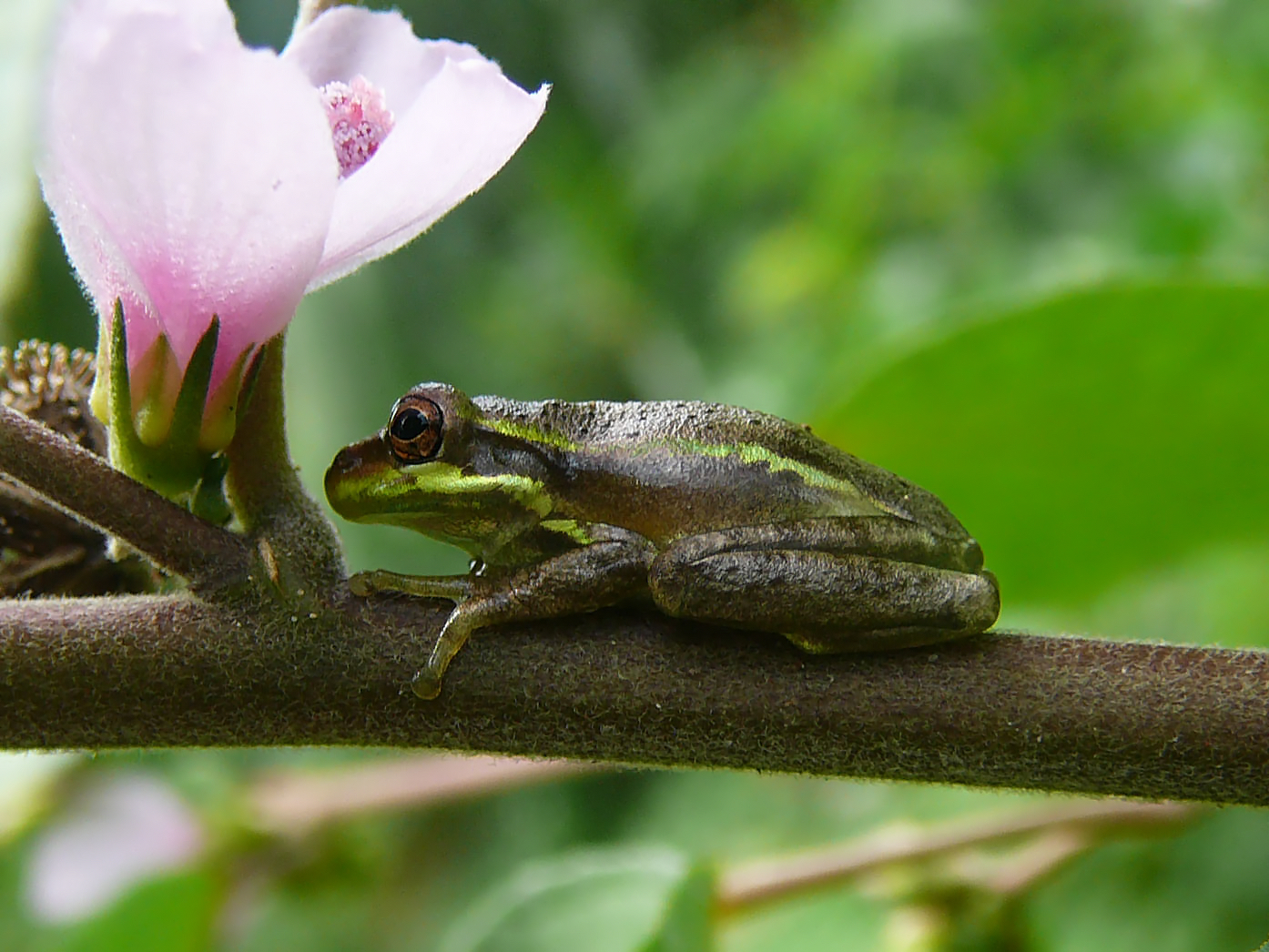
Hyla squirella